# Hispasat 1C
Hispasat 1C és un satèl·lit de comunicacions espanyol que és operat per Hispasat. Va ser construït per Alcatel Space i es basa en el model de satèl·lit Spacebus-3000B2. El llançament es va produir el 3 de febrer del 2000, a les 23:30. El llançament va ser contractat per ILS, i va utilitzar un coet de llançament Atlas IIAS que volava des del complex SLC-36B a l'Estació de la Força Aèria de Cap Cañaveral
Té una massa de 3.113 kgs i una vida útil esperada de 15 anys.
Després del seu llançament i proves en òrbita, es va col·locar a l'òrbita geoestacionària a 30° Oest, des d'on proveeix serveis de comunicacions a Europa i Amèrica. S'esperava que es mantingués en servei fins almenys 2015.